# Solaris (operační systém)
Solaris (dříve SunOS) je unixový operační systém společnosti Oracle Corporation, která ho dodává pro počítače s vlastním procesorem SPARC (architektura RISC), ale též pro běžné IBM PC kompatibilní počítače (IA-32 i x86-64). Solaris byl dostupný též jako open source software projekt OpenSolaris.

## Charakteristika
Přes původně značnou integraci s počítači Sun, používanými převážně jako výkonné pracovní stanice pro grafické aplikace (CAD/CAM) a později i servery, po většinu existence existuje implementace Solarisu pro architekturu x86, čerstvě se Solarisem 10 přibyla x86-64, kdežto port na platformu Itanium nebyl uvolněn. V rámci projektu OpenSolaris pak existuje port na architekturu PowerPC a S390 a objevují se úvahy o dalších architekturách, například ARM nebo MIPS.
Původní SunOS byl založen na BSD větvi Unixu, při vývoji verze 5 ale došlo k přechodu na System V. Tato verze byla distribuována jako Solaris 2.0. Po verzi 2.6 Sun opustil označování „2.“, takže SunOS 5.10 je prodáván jako Solaris 10. Název „SunOS“ je stále používán pro operační systém sám o sobě, Solaris je potom SunOS s grafickým prostředím ONC+ a síťovými a dalšími aplikacemi.
Solaris se vyznačuje robustností a stabilitou, dobře zvládá SMP konfigurace s velkým množstvím procesorů (desítky až stovky). K dispozici jsou nejnovější technologie na monitorování a debuggování aplikací jako je DTrace, různé varianty virtualizace systému či nový typ souborového systému – ZFS.
Sun také plánuje implementovat do Solarisu 10 části ABI systému Linux, takže potom bude na platformách x86 a x86-64 možné nativně spouštět programy pro tento systém. Původní projekt s kódovým názvem Janus byl přetvořen v implementačně čistší projekt BrandZ, který byl již integrován do projektu OpenSolaris. Do Solarisu 10 bude zpětně backportován v rámci aktualizace.
Prvním grafickým prostředím pro Solaris byla OpenWindows, v Solarisu 2.6 je následovalo CDE (Common Desktop Environment). V Solarisu 10 je prostředí Java Desktop System, založené na GNOME.
Zdrojové kódy Solarisu byly až na malé výjimky uvolněny pod licencí CDDL (Common Development and Distribution License, schválená Open Source Initiative jako Open source software). Projekt OpenSolaris byl zahájen 14. června 2005, příští verze Solarisu vycházely z jeho kódu. OpenSolaris byl ukončen v roce 2010.

## Verze
Přehled verzí Solarisu:
| Verze Solarisu | Verze jádra SunOS | Datum vydání      | Popis |
| -------------- | ----------------- | ----------------- | --- |
| Solaris 11     | SunOS 5.11        | 15. listopad 2010 | Podpora pro cloudové nasazení, funkce Fast Reboot pro rychlejší restart systému, uzamykání zón pro vynucené omezení možností uživatelů, Packaging system pro sledování závislosti aplikací na jiných součástech.  |
| Solaris 10     | SunOS 5.10        | 31. leden 2005    | Podporuje dynamické trasování DTrace, Solaris Containers, Service Management Facility (SMF, nahrazuje init.d skripty) a iSCSI. Implicitní grafické prostředí je Java Desktop System, ovšem CDE je stále dodáváno. |
| Solaris 9      | SunOS 5.9         | 22. květen 2002   | Poslední aktualizace Solarisu 9 je ze září 2006. |
| Solaris 8      | SunOS 5.8         | únor 2000         | Podpora Multipath I/O. Poslední aktualizace Solarisu 8 je z února 2004. |
| Solaris 7      | SunOS 5.7         | listopad 1998     | První 64bitová verze release. |
| Solaris 2.6    | SunOS 5.6         | červenec 1997     | Podpora protokolu Kerberos 5, autentizačních modulů PAM, TrueType fonty, WebNFS |
| Solaris 2.5.1  | SunOS 5.5.1       | květen 1996       | Rozšíření identifikátorů uživatele (uid_t) na 32 bitů |
| Solaris 2.5    | SunOS 5.5         | listopad 1995     | První verze podporující Sun Ultra 1 |

Solaris 8 a starší již nejsou dodávány, ale Sun pro ně stále poskytuje placenou podporu. Podrobnější popis starších verzí Solarisu je k dispozici na různých místech.

## Dostupnost
Dne 28. března 2010 uživatelé ohlásili změnu licence, která již neumožňuje používat Solaris neomezeně bez zaplacené podpory. V tuto chvíli je možné využít pouze 90 denní zkušební dobu.